# Hellkirch

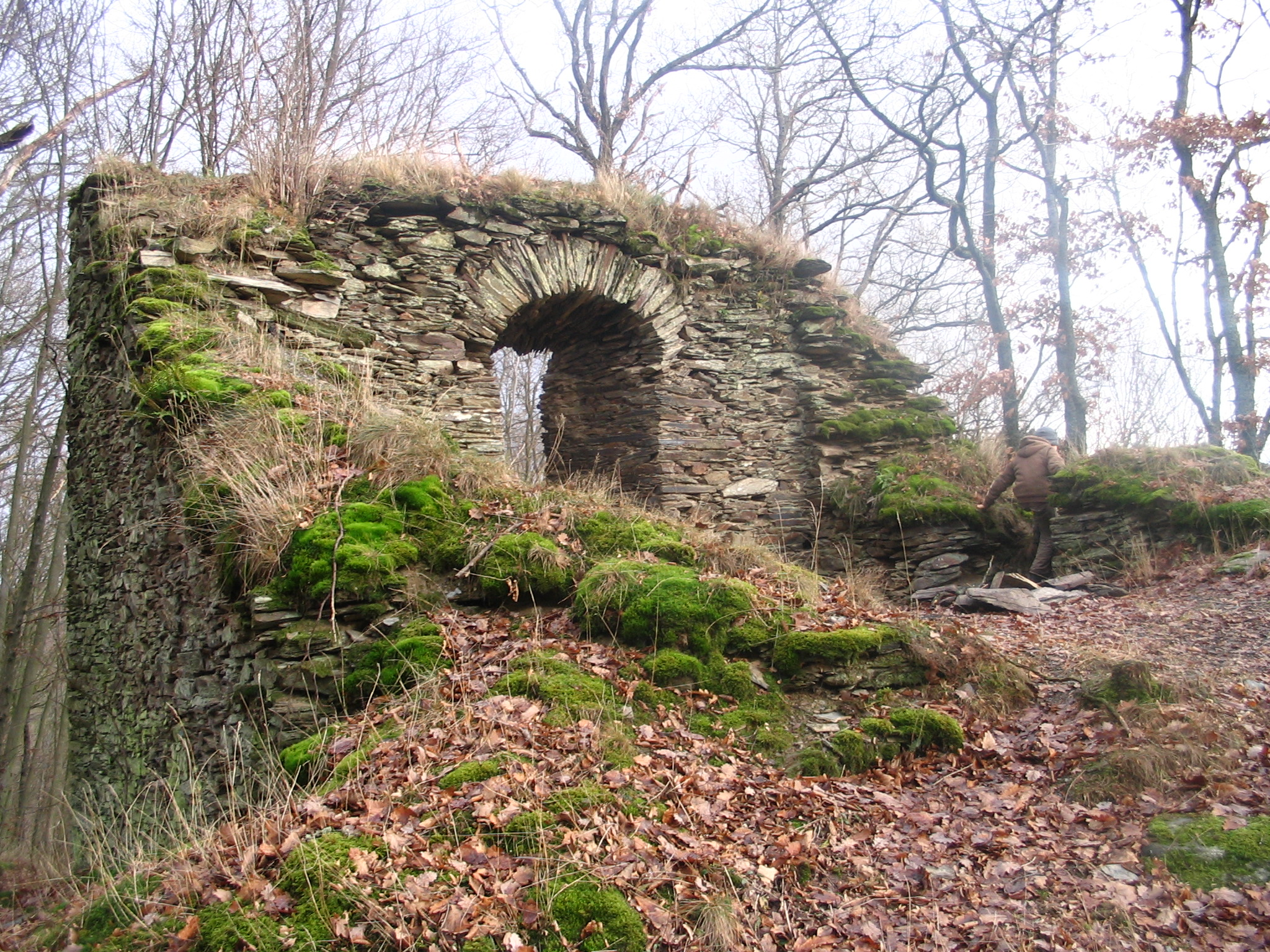
Die Ruine liegt auf einer Anhöhe über dem Hahnenbachtal

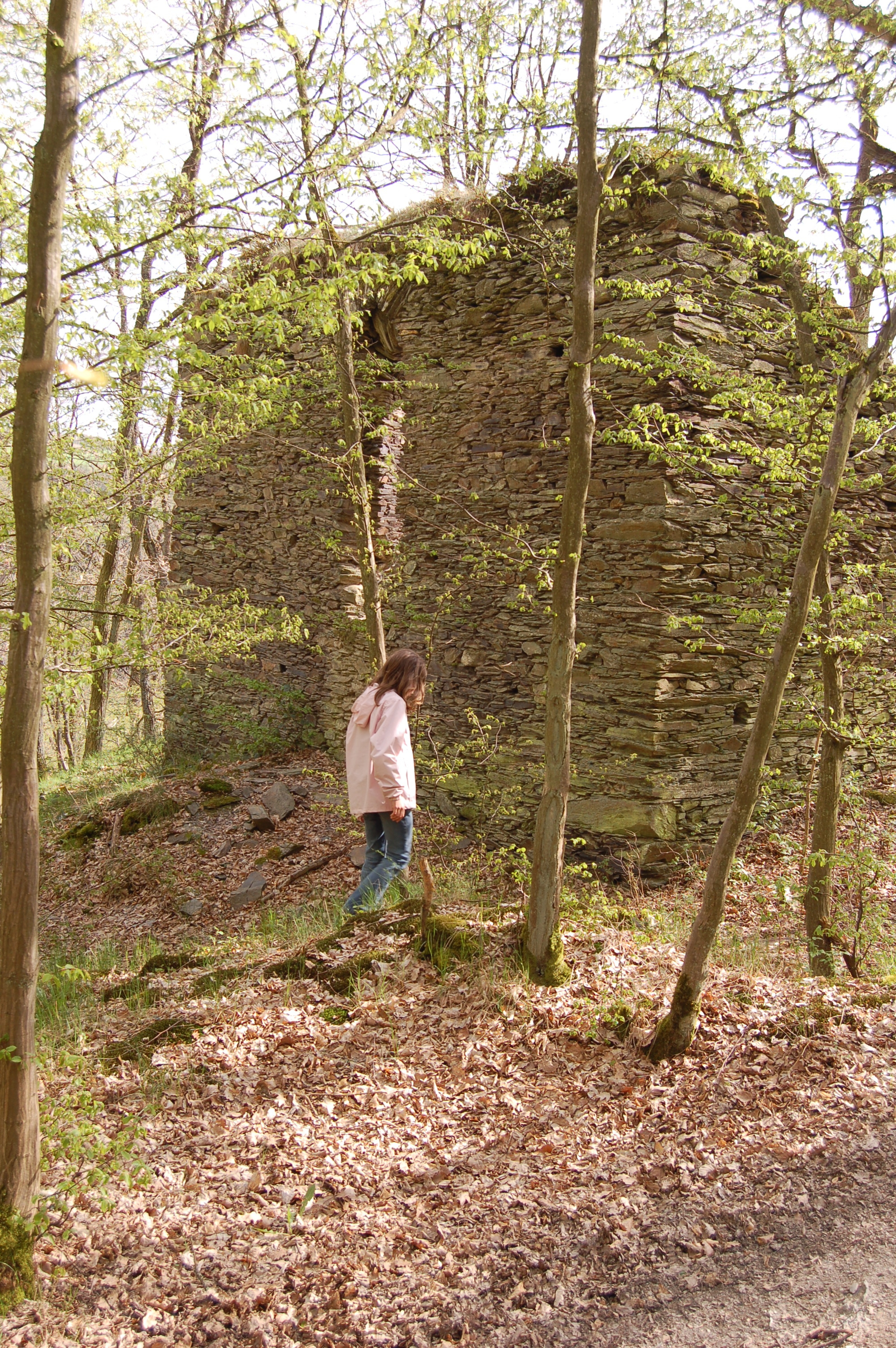
Ruine Hellkirch von Osten her

Die Ruine Hellkirch liegt im Bereich der Gemeinde Woppenroth auf einer Anhöhe über dem Hahnenbachtal (Hunsrück) zwischen Hausen, Bundenbach und Woppenroth. Das Gemäuer liegt auf einer bewaldeten Anhöhe etwa 60 m über dem Bachtal.

## Geschichte
Über die Geschichte der Hellkirch ist sehr wenig bekannt. Die Architektur – 1,5 m dicke Mauern, innere Seitenlänge 4,5 m, quadratischer Raum – lässt auf ein hohes Alter schließen. Wahrscheinlich war es ein religiöser Raum, vermutlich eine Kapelle.
Der Name leitet sich wohl vom mittelhochdeutschen helde her, was eine Anhöhe mit steilem Gefälle bezeichnete; mundartlich ist „Hell“ noch bis ins 20. Jahrhundert als Bezeichnung für steil abfallende Berghänge belegt. Andere Vermutungen bringen die Ruine mit der ca. 4 km flussabwärts liegenden Schmidtburg in Verbindung.
Die Wüstung Kaffeld liegt oberhalb, die Wüstung Blickersau unterhalb der Hellkirch im Hahnenbachtal.